# Силікатоз
Силікатоз — захворювання людини з групи пневмоконіозів, обумовлене тривалим вдиханням пилу, який містить силікати. До числа силікатного пилу відносять: азбест, тальк, каолін, олівін, нефелін, скловолокно, мінеральну вату, слюду тощо. Відповідно різновиди силікатову: азбестоз, талькоз, олівіноз та ін. При силікатозі повільно прогресує фіброзний процес у легенях, рідше, ніж при силікозі, приєднується туберкульоз.